# Ali Abd Allah Ajjub
Ali Abd Allah Ajjub (ur. 28 kwietnia 1952 w Latakii) – syryjski generał i polityk, od 2017 minister obrony.

## Życiorys
1 stycznia 2012 został mianowany generałem. Od 21 lipca 2012 był szefem sztabu generalnego Sił Zbrojnych Syrii. Od 2017 sprawuje urząd ministra.